# Van den Bergh-Hagen 176
van den Bergh-Hagen 176 (również vdBH 176) – gromada kulista znajdująca się w kierunku konstelacji Węgielnicy w odległości 61,6 tys. lat świetlnych od Ziemi. Została odkryta w 1975 roku przez Sidneya van den Bergha i Gretchen Hagen. W tym samym roku odkrywcy potwierdzili, że jest to gromada kulista i skatalogowali w swoim katalogu jako vdBH 176.
Gromada van den Bergh-Hagen 176 znajduje się w odległości około 42,1 tys. lat świetlnych od jądra Drogi Mlecznej.